# Church Mountain, Antarktis
Church Mountain är ett berg i Antarktis. Det ligger i Östantarktis. Australien gör anspråk på området. Toppen på Church Mountain är 863 meter över havet.
Terrängen runt Church Mountain är huvudsakligen lite kuperad. Trakten är obefolkad. Det finns inga samhällen i närheten.